# لوكا داميانو
لوكا داميانو (بالإيطالية: Franco Lo Cascio)‏ (و. 1946  م) هو مخرج أفلام، وممثل، وكاتب سيناريو إيطالي، ولد في روما.

## وصلات خارجية
- لوكا داميانو على موقع IMDb (الإنجليزية)
- لوكا داميانو على موقع أول موفي (الإنجليزية)
- لوكا داميانو على موقع قاعدة بيانات الفيلم (الإنجليزية)
- لوكا داميانو على موقع كينوبويسك (الروسية)